# Molophilus tanypodus
Molophilus tanypodus är en tvåvingeart som beskrevs av Alexander 1969. Molophilus tanypodus ingår i släktet Molophilus och familjen småharkrankar. Inga underarter finns listade i Catalogue of Life.